# Ernst Toch
Ernst Toch (ur. 7 grudnia 1887 w Wiedniu, zm. 1 października 1964 w Los Angeles) – amerykański kompozytor pochodzenia żydowskiego.

## Życiorys
Urodził się w rodzinie pochodzenia żydowskiego, jego ojciec handlował skórami. W rodzinie nie było tradycji muzycznych, Ernst w wieku 8 lat zaczął uczyć się samodzielnie gry na fortepianie. Nauczył się także notacji muzycznej i dla ćwiczeń kopiował kwartety smyczkowe Mozarta, na podstawie których zaczął pisać pierwsze własne kompozycje. W 1905 roku jego VI Kwartet smyczkowy został wykonany przez wiedeński Rosé-Quartet. W latach 1907–1911 studiował filozofię, historię sztuki i muzykologię na Uniwersytecie Wiedeńskim. W 1909 roku otrzymał przyznawaną przez władze Wiednia Mozart-Preis, a rok później przyznawaną przez władze Berlina Mendelssohn-Preis, co umożliwiło mu studia muzyczne w konserwatorium we Frankfurcie, gdzie jego nauczycielami byli Iwan Knorr (kompozycja) i Willy Rehberg (fortepian). W 1913 roku podjął pracę w Hochschule für Musik w Mannheimie, w czasie I wojny światowej został jednak zmobilizowany do wojska i spędził cztery lata na froncie. Po powrocie z wojny osiadł w Mannheimie, gdzie w latach 1918–1929 udzielał prywatnie lekcji kompozycji. W 1921 roku na podstawie pracy Beiträge zur Stilkunde der Melodie uzyskał stopień doktora na uniwersytecie w Heidelbergu (w 1942 roku został mu odebrany przez władze III Rzeszy). Od 1929 roku działał w Berlinie jako pianista.
W 1933 roku opuścił hitlerowskie Niemcy i wyjechał do Paryża, następnie do Londynu. W 1935 roku wyemigrował do Stanów Zjednoczonych. Podjął pracę wykładowcy w New School for Social Research w Nowym Jorku. W 1936 roku przeniósł się do Los Angeles. Pisał muzykę do filmów powstających w Hollywood. W latach 1938–1948 był wykładowcą kompozycji na University of Southern California. W 1940 roku przyznano mu amerykańskie obywatelstwo. Napisał pracę The Shaping Forces in Music (1948). Do grona jego uczniów należeli Gerald Strang, Alex North, Russell Garcia i André Previn.
Członek National Institute of Arts and Lettres (1957). Odznaczony Wielkim Krzyżem Zasługi Orderu Zasługi Republiki Federalnej Niemiec (1957) oraz austriackim Krzyżem Honorowym za Naukę i Sztukę (1963). W 1956 roku otrzymał Nagrodę Pulitzera w dziedzinie muzyki za III symfonię.

## Twórczość
Muzyka Tocha wyrasta z tradycji XIX-wiecznej niemieckiej muzyki romantycznej. W początkowym okresie nawiązywał do twórczości Brahmsa, już w IX Kwartecie smyczkowym z 1919 roku zastosował jednak rozszerzoną tonalność. W latach 20. zwrócił się w kierunku neoklasycyzmu. W okresie międzywojennym uchodził za muzyka awangardowego, interesował się nowinkami technicznymi, pisał muzykę do filmów i dla radia. W pierwszych latach pobytu w USA zajmował się głównie tworzeniem muzyki filmowej, dopiero po 1945 roku skoncentrował się na komponowaniu monumentalnych dzieł instrumentalnych. Utwory z okresu amerykańskiego nie spotkały się jednak ze zrozumieniem publiczności.
Bogata spuścizna kompozytora znajduje się w An Ernst Toch Archive, założonym w 1966 roku przy University of Southern California w Los Angeles.

## Ważniejsze kompozycje
(na podstawie materiałów źródłowych)

### Utwory orkiestrowe
- 7 symfonii (I 1949–1950, II 1950–1951, III 1955, IV 1957, V „Jephta” 1961–1962, VI 1963, VII 1967)
- Scherzo (1904)
- Koncert fortepianowy (1904, niezachowany)
- Phantastische Nachtmusik (1920)
- Tanz-Suite na orkiestrę kameralną (1923)
- 5 utworów na orkiestrę kameralną (1924)
- Koncert na wiolonczelę i małą orkiestrę (1924)
- Koncert fortepianowy (1926)
- Spiel für Blasorchester (1926)
- Narziss (1927, niezachowane)
- Gewitter (1927, niezachowane)
- Komödie für Orchester (1927)
- Vorspiel zu einem Märchen (1927)
- Fanal na organy i orkiestrę (1928)
- Bunte Suite (1928)
- Kleine Theater-Suite (1930)
- Tragische Musik (1931, niezachowane)
- 2 kultische Stücke (1931, niezachowane)
- Symfonia na fortepian i orkiestrę (1932)
- Miniature Overture na instrumenty dęte (1932)
- Variations on Mozart’s Unser dummer Pöbel meint (1933)
- Big Ben (1934, wersja zrewidowana 1935)
- uwertura Pinocchio (1935)
- Musical Short Story (1936, niezachowane)
- Orchids (1936, niezachowane)
- suita The Idle Stroller (1938)
- The Covenant, część suity Genesis (1945, niezachowane)
- preludium Hyperion (1947)
- Circus Overture (1953)
- Notturno (1954)
- baśń muzyczna Peter Pan (1956)
- Epilogue (1959)
- Intermezzo (1959)
- Short Story (1961)
- Capriccio (1963)
- Puppetshow (1963)
- The Enamoured Harlequin (1963)
- Sinfonietta na smyczki (1964)
- temat z wariacjami Muss i denn zum Stadle hinaus (1964)

### Utwory kameralne
- 13 kwartetów smyczkowych (I–V 1902–1903 niezachowane, VI 1905, VII 1908, VIII 1910, IX 1919, X 1921, XI 1924, XII 1946, XIII 1953)
- Kammersymphonie (1906)
- Duo na skrzypce (1909)
- Serenada na 3 skrzypiec (1911)
- 2 sonaty skrzypcowe (1913, 1928)
- „Spitzweg” Serenade na 2 skrzypiec i altówkę (1916)
- Tanz Suite na flet, klarnet, skrzypce, altówkę, bas i perkusję (1923)
- 2 Divertimenti na duo smyczkowe (1926)
- Studie na organy mechaniczne (1927)
- Sonata wiolonczelowa (1929)
- 2 Études na wiolonczelę (1930)
- Trio smyczkowe (1936)
- Kwintet fortepianowy (1938)
- Dedication na kwartet smyczkowy lub orkiestrę smyczkową (1948)
- Adagio elegiaco na klarnet i fortepian (1950)
- 5 utworów na flet, obój, klarnet, fagot, 2 rogi i perkusję (1959)
- Sonatinetta na flet, klarnet i fagot (1959)
- 3 Impromptus na skrzypce solo, altówkę solo i wiolonczelę solo (1963)
- Sinfonietta na instrumenty dęte i perkusję (1964)
- Kwartet na obój, klarnet, fagot i altówkę (1964)

### Utwory fortepianowe
- Melodische Skizzen (1903)
- 3 preludia (1903)
- Impromptu (1904, niezachowane)
- Capriccio (1905, niezachowane)
- Stammbuchverse (1905)
- Begegnung (1908)
- Reminiszenzen (1909)
- 4 Klavierstücke (1914, niezachowane)
- Canon (1914)
- 3 Burlesken (1923)
- 3 Klavierstücke (1924)
- 5 Capriccetti (1925)
- 3 Originalstücke für das Welte-Mignon Klavier (1926)
- Tanz- und Spielstücke (1926)
- Kleinstadtbilder (1929)
- Fünfmal Zehn Etüden (1931)
- Profiles (1946)
- Ideas (1946)
- Diversions (1956)
- Sonatinetta (1956)
- 3 Little Dances (1961)
- Reflections (1961)
- Sonata na fortepian na 4 ręce (1962)

### Utwory wokalno-instrumentalne
- An mein Vaterland na sopran, chór mieszany, chór chłopięcy i organy (1913)
- Die chinesische Flöte na sopran i 14 instrumentów (1921)
- 9 pieśni na sopran i fortepian (1929)
- Der Tierkreis na chór (1930)
- kantata Das Wasser na tenora, baryton, narratora, flet, trąbkę, perkusję i smyczki (1930)
- Gesprochene Musik na chór mówiony (1930)
- Music for Orchestra and Baritone Solo on Poems by Rilke (1931)
- Cantata of the Bitter Herbs na solistów, narratora i chór (1938)
- Poems to Martha na głos i kwartet smyczkowy (1942)
- There Is a Season for Everything na sopran, flet, klarnet, skrzypce i wiolonczelę według Księgi Koheleta (1953)
- Vanity of Vanities, All is Vanity na sopran, tenora, flet, klarnet, skrzypce i wiolonczelę według Księgi Koheleta (1954)
- Phantoms na głosy solowe i chór (1958)
- Lange schon haben meine Freunde versucht na sopran i baryton (1958)
- Song of Myself na chór według Walta Whitmana (1961)
- Valse na chór mówiony (1961)

### Opery
- Wegwende (1925, niedokończona, szkice zniszczone)
- Die Prinzessin auf der Erbse (1927)
- Der Facher (1930)
- The Last Tale (1960–1962)

### Muzyka filmowa
- Peter Ibbetson (1935)
- Outcast (1937)
- The Cat and the Canary (1939)
- Dr. Cyclops (1940)
- The Ghost Breakers (1940)
- Ladies in Retirement (1941)
- First Comes Courage (1943)
- None Shall Escape (1944)
- Address Unknown (1944)
- The Unseen (1945)